# 中华双腔吸虫
中华双腔吸虫（学名：Dicrocoelium chinensis）为双腔科双腔属的动物。在中国大陆，分布于黑龙江、吉林、辽宁、河北、山西、四川、青海、陕西、西藏、内蒙古等地，营寄生生活，终末宿主绵羊、山羊、黄牛及人，寄生于肝脏以及胆管。